# Nissan GT-R
A Nissan GT-R egy kétajtós, nagyteljesítményű japán utcai sportautó, a Nissan Skyline GT-R utódmodellje, amelyet a Nissan gyárt 2007 óta. Ez egy V6-os 3.8 literes összkerék meghajtású jármű, amely átlagosan megközelítőleg 530 lóerővel rendelkezik (a különféle modellvariánsok különböző teljesítménnyel rendelkeznek).
A GT-R prototípusát 2005-ben mutatták be, a sorozatgyártású modellről pedig 2007-ben hullt le a lepel Tokióban. Rengeteg cég és egyéb vállalat gyárt tuning alkatrészt a Nissan-nak.

## Története
1969 és 1974 között, majd 1989 és 2002 között, a Nissan gyártott a Skyline kupénak egy nagy teljesítményű változatát, Nissan Skyline GT-R néven. Ez az autó a Nissan egy ikonikus szériája volt és több eredményt is elért mind az utakon, mind a pályákon.
A GT-R egy teljesen új modell, némelyik része meglehetősen hasonlít elődjéhez, a Skyline GT-R-hez, például a kör alakú hátsó lámpája. Mint néhány későbbi generációja a Skyline-nak, így az új GT-R is összkerékhajtású, és egy ikerturbós 6 hengeres motor hajtja. De a négykerék kormányzás HICAS rendszerét kivették belőle, a korábbi sorhat RB26DETT motor helyett pedig egy új VR38DETT V6 motor került bele. A GT-R hagyatéka miatt, az alvázszám az összes új GT-R-nél CBA-R35 vagy csak simán R35 lett, az előző Skyline GT-R-ek elnevezési trendjét tovább cipelve.
A GT-R megőrizte a becenevét is az ősének, a Godzillát, amit eredetileg egy ausztrál autós kiadó nevezett el az 1989, júliusi kiadásukban.

### Prototípusok
A Nissan 2 GT-R prototípust mutatott be autókiállításokon, mielőtt teljesen leleplezték volna: egyet a Tokyo Motor Show-n 2001-ben, hogy bemutassák a 21. század GT-R-ét, egyet pedig a 2005-ös Tokyo Motor Show-n, ahol már egy újradizájnolt, szinkronizált GT-R Prototípus volt. A szakértők azt mondták, hogy a GT-R 80-90 százalékban a második, azaz a 2005-ös prototípusra fog hasonlítani.